# Michael Güttler

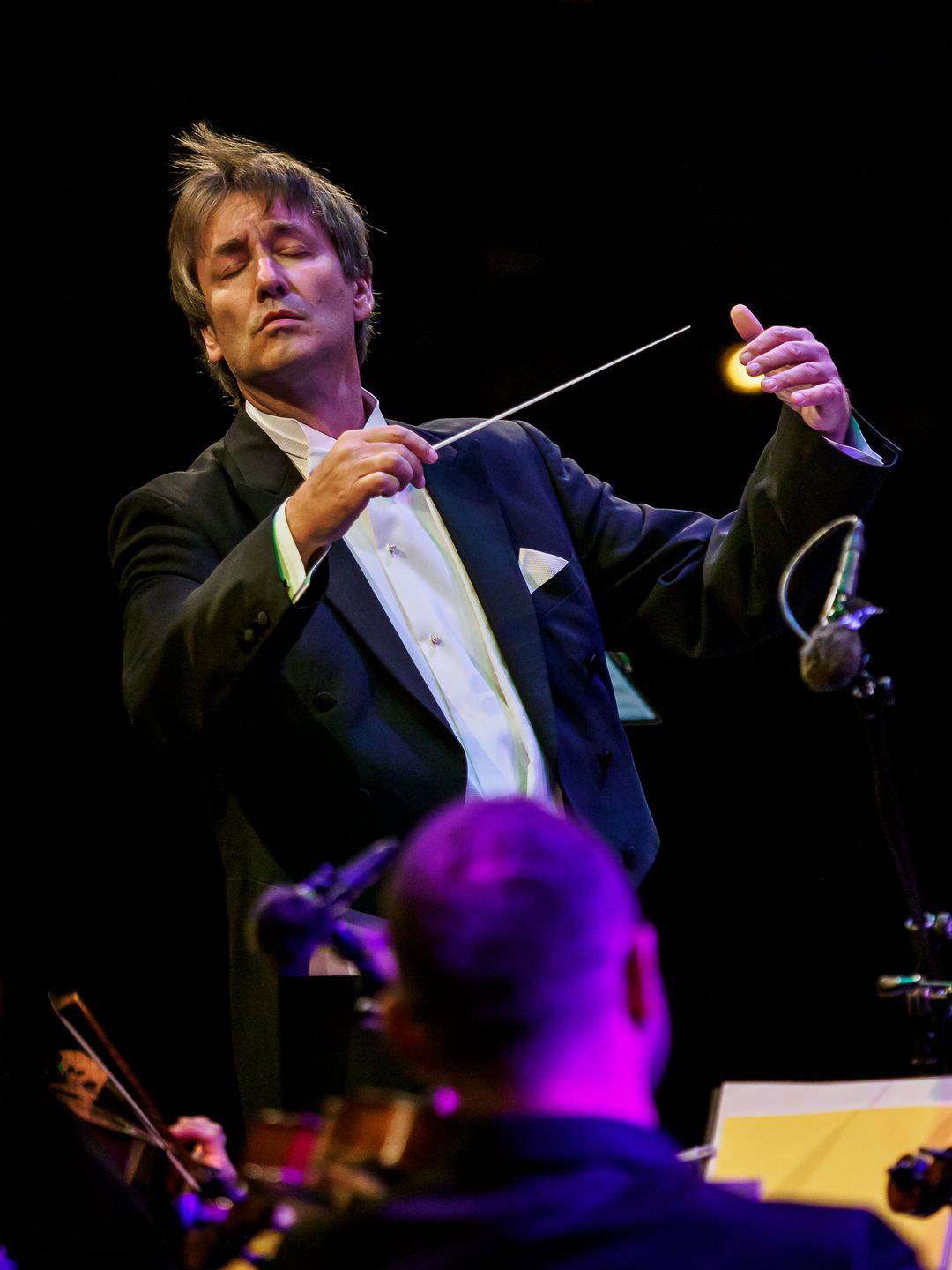
Michael Güttler (2023)

Michael Güttler (* 1966 in Steinheidel) ist ein deutscher Dirigent.

## Leben
Güttler absolvierte ein Studium im Fach Orchesterdirigieren an der Hochschule für Musik Carl Maria von Weber Dresden und wurde danach in das Förderprogramm Dirigentenforum des Deutschen Musikrates aufgenommen. Er gewann erste Preise beim Wettbewerb der Europäischen Gemeinschaft „Franco Capuana“ in Spoleto (1996), sowie „Bottega“ in Treviso (1994), dem Internationalen Dirigentenforum in Hamm 1993 und „Conduct for Dance“ in London (1993).
Von 1998 bis 2002 war er Chefdirigent am Stadttheater Klagenfurt, wo er im Mai 2002 wegen seines Verhaltens in einem Konflikt mit dem Orchester zunächst suspendiert wurde. Nach der Bemerkung, er habe das „kriminelle Potential handelnder Personen“ unterschätzt, folgte die fristlose Kündigung durch Intendant Dietmar Pflegerl.
Nachdem er mit Dirigaten von Wagners Der Ring des Nibelungen und Parsifal für den erkrankten Valery Gergiev am Mariinski-Theater Sankt Petersburg einsprang, war er dort von 2003 bis 2017 ständiger Gastdirigent. An diesem Theater dirigierte er außerdem: Tristan und Isolde, Lohengrin, Falstaff, Don Carlo, Aida, La Traviata, Le nozze di Figaro, Ariadne auf Naxos und Lucia di Lammermoor.
Als Gastdirigent trat er unter anderem an der Wiener Staatsoper, am Opéra National de Paris, an der Washington National Opera, am Teatro Real de Madrid auf. Einen großen Erfolg hatte er im Mai 2007, als er kurzfristig an der Bastille-Oper mit Lohengrin (u. a. mit Waltraud Meier und Ben Heppner) einsprang.
Er debütierte unter anderem bei folgenden Orchestern und Theatern: Israel Philharmonic Orchestra (April 2008), Orchestre de Paris (Mai/Juni 2008), RAI Torino (Juni 2008), Radio Madrid (Mai 2008), Moskauer Philharmonie (März 2008), Russische Nationalphilharmonie (November 2008), Schwedisches Radiosinfonieorchester (Oktober 2008), Washington National Opera (Mai 2009), Deutsche Oper am Rhein in Düsseldorf (Oktober 2009), Hamburgische Staatsoper (November 2009), Concerto Köln (Februar 2010), Théâtre des Champs-Élysées (Februar 2010), Teatro Real Madrid (März 2010), Teatro Nacional de São Carlos Lissabon (April 2010), New National Theatre Tokio (Oktober 2010), Wiener Staatsoper (November 2010).
In der Spielzeit 2009/10 dirigierte Güttler an der Deutschen Oper am Rhein Verdis Oper Un ballo in maschera Seit der Spielzeit 2010/11 dirigiert er regelmäßig an der Wiener Staatsoper Werke wie Lohengrin, Rigoletto, Boris Godunow, Ariadne auf Naxos, Nabucco, Chowanschtschina Eugen Onegin, La Cenerentola und Der Barbier von Sevilla.
Von 2013 bis 2017 war Güttler Chefdirigent der Finnischen Nationaloper Helsinki. Dort dirigierte er u. a. die Opern Boris Godunow, Pelléas et Mélisande, Die Meistersinger von Nürnberg, Aida und Die Nase.
Im Sommer 2016 dirigierte er beim Glyndebourne Festival Richard Wagners Oper Die Meistersinger von Nürnberg.
2019 debütierte er bei den Tiroler Festspielen in Erl mit Dirigaten bei den Opern Parsifal und Guillaume Tell. Im Dezember 2019 leitete er das erste Gastspiel der Wiener Staatsoper in der Schweiz mit einer Aufführung von Don Giovanni in der Genfer Victoria-Hall.
Am Hessischen Staatstheater Wiesbaden dirigierte er in der Spielzeit 2022/23 die Opernproduktionen (Tristan und Isolde, Pique Dame, Nabucco) und Konzertprojekte. Im Januar 2023 debütierte er mit Salome an der Mailänder Scala. Im Juni 2025 übernahm Güttler an der Wiener Staatsoper kurzfristig das Dirigat für eine Vorstellung der Oper Pique Dame.
Sein Vater ist der Trompeter Ludwig Güttler.